# Tremblay-en-France Handball
Tremblay-en-France Handball ist ein französischer Handballverein aus der Stadt Tremblay-en-France.
Der Verein wurde 1972 als Vert Galant Sportif Tremblay gegründet und hieß von 1972 bis 2002 Tremblay Athletic Club. Die Herrenmannschaft spielte mehrere Spielzeiten in der höchsten nationalen Spielklasse. Größter Erfolg war das Erreichen des Finales in der Coupe de France 2010 sowie im Europapokal der Pokalsieger im folgenden Jahr, wo man dem VfL Gummersbach knapp unterlag.
Trainer der Mannschaft waren unter anderem von 2019 bis Februar 2020 Rastko Stefanović und von Juli 2020 bis November 2021 Joël da Silva, ihm folgte Dragan Zovko.